# グロースヘリンゲン - ザールフェルト線
グロースヘリンゲン - ザールフェルト線 (グロースヘリンゲン - ザールフェルトせん、ドイツ語: Bahnstrecke Großheringen-Saalfeld) は、テューリンゲン州の複線電化された幹線鉄道であり、ザーレ川に沿ってグロースヘリンゲンとザールフェルトとを結ぶ。この路線は始め、ザール鉄道会社によって建設・運営された。2017年12月ニュルンベルク - エアフルト高速線が開通するまで、ベルリン - ライプツィヒ - ニュルンベルク - ミュンヘンの区間の一部であった。別称のザール線はザール鉄道会社に由来するが、公式的にはほとんど使わない。この名称は口言葉でよく使われる。

## 沿線概況
伝統的なザール線はグロースヘリンゲン駅から始まり、イルム川を横切る。東側の連結線はハレ - ベーブラ線のザールエック分岐点で始まってザーレ川を横切る。二つの線路はグロースヘリンゲンGhsで合わせる。列車がルードルシュタット・シュヴァルツァ駅を通過しザーレ川の橋梁を渡るまで、左側流域で川を沿って走行する。この路線はカンブルク - シュヴァルツァ区間で国道88号線と、シュヴァルツァ - ザールフェルト区間で国道85号線と平行に続く。この路線の高低差は99mで、最大勾配は0.5 ％である。ザール線はザーレ川を沿って続くため、曲線区間は80個所で最小曲率半径は450 mであり、最大速度は120 km/hである。車体傾斜式車両の場合、速度を160 km/hまで上げることは可能である。

## 歴史
1850年から地域鉄道委員会はザーレ川流域で鉄道を敷設するために尽力した。大学都会イェーナは鉄道路線の連結に特別に関心を持っていた。しかしテューリンゲン内部のいくつかの小国の利害関係のため計画の実行は長い時間挫折された。1870年10月8日ようやく条約はザクセン＝ヴァイマル＝アイゼナッハ、ザクセン＝マイニンゲン、ザクセン＝アルテンブルク、シュヴァルツブルク＝ルードルシュタットの四国間に締結され、1871年4月鉄道敷設及び運営免許はザール鉄道会社 (Saal-Eisenbahn-Gesellschaft) に与えられた。1874年4月30日全区間開通の記念式が行われた。
最初はこの路線はテューリンゲン鉄道本線の支線のような意味があった。経済的な事情とプロイセンの圧迫のため、ザール鉄道は1895年売却された。この路線は他の路線と共にエアフルト帝国鉄道委員会 (Reichsbahndirektion Erfurt) に配置された。1899年グロースヘリンゲン近郊に東側の連結線は建設され、グロースヘリンゲンを避けて迂回する通路ができた。ヴァイセンフェルスからくる列車はゲーラ経由の場合より25 kmほどもっと短い距離で、直接的にザールフェルトに至るこのになった。そうしてザール鉄道はプロープストツェラ方面の鉄道及びフランケン森線と共に主なドイツ南北鉄道路線の一つになった。
1936年と1939年の間なかんずくDR137形特急用電車がベルリン - ミュンヘン区間及びベルリン - シュトゥットガルト区間で走行し、平均速度は95 km/hに至った。1935年から1941年中期まで全区間の電化が実現された。
第二次世界大戦が終わった後、在独ソビエト連邦軍事政府は1946年戦争賠償の名目で大部分の鉄道路線の断線化、電気施設の撤去を実施した。ザール鉄道はドイツ分断により次の40年間南北幹線の意味を失ったけれど、貨物輸送の部門では、ザールフェルト駅を含めて、主要路線の一つだった。プロープストツェラには鉄道越境施設が設置され、越境列車はこの路線も経由していた。1967年グロースヘリンゲン分岐点 - カンブルク区間が再び電化され、1981年列車の複線通行は可能になった。
1990年のドイツ再統一でザール線は改めて中部ドイツと南部ドイツを結ぶ幹線鉄道になった。1995年全般的な電化はこの路線に行われて、2005年まで改修された。2017年12月ニュルンベルク - エアフルト高速線の開通で大部分のICE系統は新線に移動した。2007年同時ICE列車の所要時間はナウムブルク - ザールフェルト区間 (85 km) では53分だった。

## 運行形態
2017年12月までニュルンベルク - ライプツィヒ区間を通行するIC及びICE列車はこの路線を経由した。ICE28列車は1日一往復でナウムブルク - イェーナ・パラディース区間を走行している。
- IC 17: ロストック - ベルリン - ハレ - ナウムブルク - イェーナ・パラディース - イェーナ＝ゲシュヴィッツ - ザールフェルト (ザーレ)  - リヒテンフェルス - バンベルク - ニュルンベルク - パッサウ - リンツ - ウィーン。1日一往復。使用車両は4010形電車。
- IC 61: ライプツィヒ - ナウムブルク - イェーナ・パラディース - イェーナ＝ゲシュヴィッツ - ザールフェルト (ザーレ)  - リヒテンフェルス - バンベルク - ニュルンベルク - クライルスハイム - アーレン - シュトゥットガルト - ファイヒンゲン - カールスルーエ。1日一往復。使用車両はDB147形電気機関車とIC2客車のプッシュプル列車。

グロースヘリンゲン - ザールフェルト区間の運賃システムは中部テューリンゲン運輸連合（Verkehrsverbund Mittelthüringen、VMT）が担当している。
- 快速列車 (RE 15) : イェーナ・ザール駅 - オルラミュンデ - ルードルシュタット - ザールフェルト (ザーレ)。120分間隔。アベリオ鉄道所属。使用車両はタレント2。
- 快速列車 (RE 18) : ハレ - ヴァイセンフェルト - ナウムブルク - イェーナ・ザール駅 - オルラミュンデ - ザールフェルト。120分間隔。
- 快速列車 (RE 42) : ライプツィヒ - ヴァイセンフェルト - ナウムブルク - イェーナ・ザール駅 - イェーナ・パラディース - イェーナ＝ゲシュヴィッツ - カーラ (テューリンゲン)  - ルードルシュタット - ザールフェルト (ザーレ)  - プロープストツェラ - リヒテンフェルス - バンベルク - ニュルンベルク。120分間隔。使用車両は442形電車（タレント2）。
- 普通列車 (RB 25) : ハレ - ヴァイセンフェルト - ナウムブルク - カムブルク - イェーナ・ザール駅 - イェーナ・パラディース - イェーナ＝ゲシュヴィッツ - カーラ - オアラミュンデ - ウールシュテット - ルードルシュタット - シュヴァルツァ - ザールフェルト。60分間隔。アベリオ鉄道所属。使用車両はタレント2。
- 普通列車 (RB 28) : イェーナ・ザール駅 - イェーナ・パラディース - オルラミュンデ - ペスネック。120分間隔。エアフルト鉄道（Erfurter Bahn）所属。